# 菲斯特 (亞利桑那州)
菲斯特（英語：Feaster）是位於美國亞利桑那州阿帕契縣的一個非建制地區。該地的面積和人口皆未知。

## 地理
菲斯特的座標為33°59′30″N 109°08′43″W / 33.99167°N 109.14528°W，而該地的平均海拔高度為2503米（即8212英尺）。